# 徐士佳
徐士佳（?—?），江蘇江陰（今江蘇省江陰縣）人，清朝政治人物、進士出身。
同治九年，鄉試中舉；光緒三年，登進士，改吏部主事。光緒十二年，任會試收卷官、軍機章京。光緒十七年，任吏部文選司主事。光緒二十一年，任吏部驗封司員外郎。光緒二十四年，任會試監試官、考試拔貢監試官、浙江道監察御使、武會試監試官。光緒二十六年，任督理街道監察御史。光緒二十七年，當兵科給事中。光緒三十年，任兵科掌印給事中。宣統元年，改廣東高雷陽道、直隸熱河道。